# 문유
문유는 조석이 네이버 웹툰에 2016년 6월 16일부터 2017년 9월 28일까지 연재한 웹툰이다.

## 시놉시스
소행성 충돌로 지구가 멸망한 이후 달에 홀로 남은 문유의 생존기 

## 등장인물
- 문유: 소행성 파이를 막기 위한 계획에 참여한 동물학자이다. 지구가 멸망했지만 달에 남아있어서 목숨을 건질 수 있었다.
- 캥콩: 달 기지에 남아있었던 캥거루이다.
- 네나드 스렉코비치:달에 남아있었던 또다른 생존자이다.

## 영화화
2022년 7월, 중국에서 《문맨》이라는 이름의 영화로 영화화되었다. 장츠위 감독에 선텅 등이 주연으로 출연하였다. 
2024년 8월에는 대한민국에서의 영화화 제작 계획 소식이 보도되었다. 보도에 따르면 강형철 감독이 제작에 참여하며, 손석구가 주연으로 캐스팅되었다.